# Lenguas baltoeslavas
Las lenguas baltoeslavas son un conjunto de lenguas indoeuropeas que se hablan en una buena parte de la Europa Oriental y Central, que integran a las lenguas eslavas y las lenguas bálticas, dos familias que presentan numerosas afinidades lingüísticas.
Si bien es innegable que ha existido un período de desarrollo común entre estos dos grupos de lenguas —de hecho, el báltico y el eslavo son los más cercanos de todos los grupos filogenéticos reconocibles dentro de la familia indoeuropea—, existen varias visiones sobre el parecido. Diversos autores han interpretado esto de diferentes maneras:
1. Algunos autores han interpretado esta cercanía como evidencia de un hipotético proto-baltoeslavo. Los defensores propugnan que se puede reconstruir una protolengua sobre la base de las lenguas eslavas y bálticas diferente del indoeuropeo y que presenta ya las innovaciones comunes, presentes en las lenguas bálticas y eslavas (August Schleicher, 1861; Jan Michał Rozwadowski).
2. Otros autores han señalado dificultades para reconstruir dicha lengua, y sugieren que parte de sus características comunes, aparte de la herencia común desde el protoindoeuropeo, podrían deberse a una influencia mutua aparecida después de la diferenciación a partir del indoeuropeo común (Antoine Meillet, 1934; Jānis Endzelīns, 1951).
3. Finalmente, algunos autores señalan que el báltico no es una unidad filogenética válida (por lo que rechazan la existencia de un protobáltico), aun cuando admiten la existencia de un proto-baltoeslavo. Estos autores sostienen que el proto-baltoeslavo habría tenido tres ramas independientes: el protoeslavo, el protobáltico oriental y el protobáltico occidental (Viacheslav Ivánov y Vladímir Toporov, 1990-2005).

## Clasificación interna
Dichas lenguas se pueden dividir en dos subgrupos:
- El subgrupo báltico, que comprende del prusiano antiguo (cuyos últimos registros datan de 1790), el lituano y el letón (lenguas oficiales de las respectivas repúblicas de Lituania y Letonia) y el samogitiano (dialecto lituano).
- El subgrupo eslavo, documentado desde el siglo ix en su forma lingüística denominada eslavónico eclesiástico antiguo. A su vez se puede clasificar en tres ramas: 
  - el eslavo occidental, con el checo, el eslovaco, el sorbio o vendo y el polaco;
  - el eslavo meridional, con el croata, el serbio, el bosnio, el esloveno, el macedonio y el búlgaro; y
  - el eslavo oriental, que conforman el ucraniano, el ruso, el bielorruso y el rusino.

### Relaciones con otros grupos
Todavía existen discrepancias menores sobre la clasificación interna de las lenguas indoeuropeas. En concreto, la mayor área de dificultades constituye el conjunto de lenguas paleobalcánicas, algunas de las cuales comparten numerosas isoglosas con las lenguas baltoeslavas, aunque no está claro si algunas de ellas formarían una unidad filogenética válida con algún grupo de las lenguas baltoeslavas.

## Características lingüísticas
El báltico y el eslavo comparten muchas similitudes fonológicas, léxicas, morfosintácticas y acentológicas. Los primeros estudiosos de las lenguas indoeuropeas Rasmus Rask y August Schleicher (Compendium der vergleichenden Grammatik der indogermanischen Sprachen, 2 vols., 1861-1862) propusieron una solución simple: del protoindoeuropeo descendía la lengua baltoeslava-germánica, de la cual se separaría el protogermánico y el proto-baltoeslavo (luego dividido en protobáltico y protoeslavo). La propuesta de Schleicher fue retomada y refinada por Karl Brugmann, quien enumeró ocho innovaciones como evidencia de una rama baltoeslava en su Esquema de la gramática comparada de las lenguas indoeuropeas (Grundriß der vergleichenden Grammatik der indogermanischen Sprachen, 1886 y 1916).
El grado de relación de las lenguas bálticas y eslavas está indicado por una serie de innovaciones comunes no compartidas con otras lenguas indoeuropeas, y por la cronología relativa de estas innovaciones que se puede establecer. Los idiomas bálticos y eslavos también comparten algunas palabras heredadas. Esto no se encuentra en absoluto en otros idiomas indoeuropeos (excepto cuando se toman prestados) o se heredan del protoindoeuropeo (PIE), pero han sufrido cambios idénticos en el significado en comparación con otros idiomas indoeuropeos. Esto indica que las lenguas báltica y eslava comparten un período de desarrollo común: la lengua proto-baltoeslava.
Aunque algunos lingüistas rechazan una relación genética entre estos, la mayoría de los estudiosos aceptan que las lenguas bálticas y eslavas experimentaron un período de desarrollo común. Este punto de vista también se refleja en la mayoría de los libros de texto estándar modernos sobre lingüística indoeuropea. La aplicación de Gray y Atkinson (2003) de un análisis de divergencia del árbol indoeuropeo apoya una relación genética entre los idiomas báltico y eslavo, que data la división de la familia alrededor del 1400 a. C.

### Cambios de sonido habituales
- Ley de Winter: alargamiento de vocales antes de consonantes sonoras no entrecortadas protoindoeuropeas (*b, *d, *g).
- Las consonantes de voz entrecortada (*bʰ, *dʰ, *gʰ, *ǵʰ) se fusionan en consonantes de voz simple (*b, *d, *g, *ǵ). Esto también ocurrió en varias otras ramas indoeuropeas, pero como la ley de Winter era sensible a la diferencia entre los dos tipos de consonantes, la fusión debe haber ocurrido después de ella y también es una innovación baltoeslava específica.
- Ley de Hirt: retracción del acento del PIE a la sílaba anterior, si esa sílaba termina en laríngea (*h₁, *h₂, *h₃); véase teoría laríngea.
- Una vocal alta se inserta antes de las silábicas sonantes del PIE (*L, *R, *M, *n). Esta vocal suele ser *i (dando *il, *ir, *im, *in), pero en algunas ocasiones también en *u (*ul, *ur, *um, *un). El protogermánico es el único otro idioma indoeuropeo que inserta una vocal alta (u en todos los casos); todos los demás insertan vocales medias o bajas en su lugar.
- Surgimiento de una distinción de registro en sílabas largas entre agudo (probablemente glotalizado) y circunflejo. El agudo surgió principalmente cuando la sílaba terminó en una consonante sonora en PIE (como en la ley de Winter) o cuando terminó en una laríngea. La distinción se refleja en la mayoría de los idiomas baltoeslavos, incluido el protoeslavo, como una oposición entre el tono ascendente y descendente en las sílabas acentuadas. Algunas lenguas bálticas reflejan directamente el registro agudo en forma de un llamado «tono roto».
- Acortamiento de vocales antes de la *m final de las palabras. Al final de palabra *-mi > *-m después de una vocal larga. Esto siguió al cambio anterior, ya que se conserva la vocal larga anterior.
- Elevación de *o a *u acentuada en una sílaba final.
- Fusión de las *o y *a del PIE en *a o *o. Este cambio también ocurrió en varias otras ramas indoeuropeas, pero aquí también debe haber ocurrido después de la ley de Winter: esta alarga *o a *ō y *a a *ā, y por lo tanto debe haber ocurrido antes de que los dos sonidos se fusionaran. También siguió el aumento de *o a *u anterior. Ambas vocales se fusionaron de manera diferente en ambos grupos: las lenguas bálticas tienen a en ambos casos, pero las eslavas tienen o (compárese el lituano Ašìs con el eslavo antiguo Ось (de Ide.*a: eje latino, griego ἄζων); lituano avìs, eslavo antiguo овьца (de Ide. *ŏ > latín ovis, griego ὄις). Las vocales largas indoeuropeas *ā y *ō se fusionaron solo en el grupo eslavo y más tarde solo en el prusiano antiguo.

Las innovaciones baltoeslavas comunes incluyen otros cambios, que también comparten por varias ramas indoeuropeas. Por tanto, no se trata de una prueba directa de la existencia de una familia baltoeslava común, pero la corroboran.
- Satem: las consonantes palatovelares del PIE *ḱ, *ǵ, *ǵʰ se convierten en sibilantes palatales *ś, *ź, *ź; mientras que las consonantes labiovelares *kʷ, *gʷ, *gʷʰ pierden su labialización y se fusionan con la velar normal *k, *g, *gʰ. Las sibilantes palatales más tarde se convierten en sibilantes simples *s, *z en todas las lenguas baltoeslavas excepto el lituano.
- Ley del sonido de Ruki: *s se convierte en *š cuando está precedido por *r, *u, *k o *i. En eslavo este *š se convierte más tarde en *x (deletreado diversamente ⟨ch⟩, ⟨h⟩ o ⟨х⟩ en los idiomas eslavos) cuando va seguido de una vocal inversa.

### Innovaciones gramaticales comunes
- Reemplazo de la terminación singular genitiva original del PIE de sustantivos temáticos (raíz o), que se reconstruye como *-osyo, con la terminación ablativa *-ād (protoeslavo *vülka, vil̃ko en lituano y vìlka en letón). El prusiano antiguo, sin embargo, tiene otro final, quizás derivado del genitivo original del PIE: deiwas 'de dios', tawas 'de padre'.
- Uso de la terminación *-ān (del anterior *-āmi) del singular instrumental en sustantivos y adjetivos con raíz ā. Esto contrasta con el sánscrito -ayā, védico arcaico -ā. El rankà lituano es ambiguo y podría haberse originado en cualquiera de los dos finales, pero la correspondencia con el runku lituano oriental y el rùoku letón apuntan al baltoeslavo *-ān.
- Uso de la terminación *-mis en plural instrumental; por ejemplo, el lituano sūnu mìs, el eslavo eclesiástico antiguo synъ mi "con hijos". Esta terminación también se encuentra en las lenguas germánicas, mientras que las otras lenguas indoeuropeas tienen una terminación con -bʰ-, como en sánscrito -bhis y el latín -bus.
- Creación de una distinción entre adjetivos definidos (que significan similar a "el") e indefinidos (que significan similares a "a"). Las formas definidas se formaron adjuntando la forma correspondiente del pronombre relativo / demostrativo * jas al final del adjetivo. Por ejemplo, geràs lituano es 'el bueno' en oposición a gẽras 'bueno', antiguo eslavo eclesiástico dobrъ jü 'el bueno' en oposición a dobrъ 'bueno'. Sin embargo, estas formas en lituano parecen haberse desarrollado después de la división, ya que en la literatura lituana más antigua (siglo XVI en adelante) aún no se habían fusionado (p.). En lituano, el pronombre se fusionó con el adjetivo que tiene una inflexión pronominal moderna (secundaria); en eslavo, el pronombre se fusionó con un adjetivo, que tiene una inflexión nominal antigua (primaria).
- Uso del caso genitivo para el objeto directo de un verbo negativo. Por ejemplo, el ruso кни́г и (я) не читал , Lith. knyg os neskaičiau 'No he leído el libro'.

### Vocabulario compartido
Algunos ejemplos de palabras compartidas entre la mayoría o todas las lenguas baltoeslavas:
- Leipa 'Tilia' (tilo): Lituano Liepa, prusiano antiguo LIPA, Letón Liepa, Latgalian LIPA , Eslavo común * Lipa (antiguo eslavo липа, ruso липа , polaco Lipa, checo lípa).
- ránkāˀ 'mano': rankà lituano, antiguo rānkan prusiano ( acc. sg. ), rùoka letón, rūka latgaliano, eslavo común * rǭkà (antiguo eslavo eclesiástico рѫка , ruso рука́ , polaco ręka , checo ruka )
- galˀwā́ˀ 'cabeza': galvà lituano , galwo prusiano antiguo, gal̂va letón , golva latgaliano ; Eslavo común * golvà (antiguo eslavo eclesiástico глава , ruso голова́ , polaco głowa , checo hlava , dios eslavo Triglav 'de tres cabezas / tres caras').

A pesar de los desarrollos léxicos exclusivos del baltoeslavo y que muestran evidencia de una etapa de desarrollo común, existen diferencias considerables entre los vocabularios del báltico y el eslavo. Rozwadowski señaló que cada campo semántico contiene un vocabulario central que es etimológicamente diferente entre las dos ramas. Andersen prefiere un modelo continuo de dialectos donde los dialectos más al norte se convirtieron en bálticos, a su vez, los dialectos más al sur se desarrollaron en eslavos (con el eslavo absorbiendo más tarde cualquier idioma intermedio durante su expansión). Andersen piensa que diferentes lenguas vecinas y de sustrato podrían haber contribuido a las diferencias en el vocabulario básico.

## Comparación léxica
Los numerales en diversas lenguas ramas de las lenguas baltoeslavas son:
| GLOSA | Lenguas eslavas      | Lenguas eslavas      | Lenguas eslavas    | Lenguas eslavas | PROTO- BÁLTICO | PROTO- BÁLTO-ESL. |
| GLOSA | PROTOESL. Meridional | PROTOESL. OCCIDENTAL | PROTOESL. ORIENTAL | PROTO- ESLAVO   | PROTO- BÁLTICO | PROTO- BÁLTO-ESL. |
| ----- | -------------------- | -------------------- | ------------------ | --------------- | -------------- | ----------------- |
| 1     | *jedinŭ              | *jedɨʲən             | *œ(e)jd̪in̪          | *(j)edinŭ       | *aīns          | *aiˀnas           |
| 2     | *dŭva                | *dwa                 | *d̪va               | *dŭva           | *dw(ā)i        | *duwō             |
| 3     | *trije               | *trˢ(j)i             | *t̪rʰij             | *trĭje          | *trijas        | *tríjes           |
| 4     | *četɨre              | *čitɨri              | *čət̪ɨri            | *četɨri         | *keturi        | *ketures          |
| 5     | *pętĭ                | *pjẹtʲ               | *pjatʲ             | *pętĭ           | *penki         | *penke            |
| 6     | *šestĭ               | *šestʲ               | *šestʲ             | *šestĭ          | *sweši         | *šweš-            |
| 7     | *sedmĭ               | *sedm                | *semʲ              | *sedmĭ          | *septīni       | *septem-ni        |
| 8     | *osmĭ                | *osʲɨmь              | *vosmʲ             | *osmĭ           | *aštōni        | *aštō-ni          |
| 9     | *devętĭ              | *dˢ(j)evjętʲ         | *devjatʲ           | *devętĭ         | *de(i)wīni     | *dewen-ni         |
| 10    | *desętĭ              | *dˢj(j)esjętʲ        | *desjatʲ           | *desętĭ         | *dešīmt-       | *dešem-ti         |